# Пост, Марки
Марки Пост (англ. Markie Post, 4 ноября 1950 — 7 августа 2021) — американская актриса, наиболее известная благодаря ролям в сериалах «Каскадёры» (1982—1985), «Ночной суд» (1984—1992) и «Пылая страстью» (1992—1995).

## Биография
Пост родилась в Пало-Алто, Калифорния, в семье физика Ричарда Ф. Поста. Она окончила Колледж Льюиса и Кларка в Портленде, Орегон.
В начале карьеры она работала в нескольких игровых шоу, а в конце семидесятых стала играть эпизодические роли на телевидении. В дополнение к своим ролям на телевидении, Пост сыграла роль матери Камерон Диас в кинофильме 1998 года «Все без ума от Мэри».
Пост была замужем за актёром Майклом А. Россом, у них родилось двое детей.
Пост умерла 7 августа 2021 года от рака в возрасте 70 лет.

## Избранная фильмография
| Год       |    | Русское название        | Оригинальное название           | Роль                                 |
| --------- | -- | ----------------------- | ------------------------------- | ------------------------------------ |
| 1979      | с  | Бак Роджерс в XXV веке  | Buck Rogers in the 25th Century | Джоэлла Камерон                      |
| 1979      | с  | Супруги Харт            | Hart to Hart                    | Сэнди                                |
| 1980      | с  | Восьми достаточно       | Eight Is Enough                 | Керри                                |
| 1982—1983 | с  | Лодка любви             | The Love Boat                   | Дорис Холден / Ди Ди / Донна Бейкер  |
| 1982—1985 | с  | Каскадёры               | The Fall Guy                    | Терри Майклс                         |
| 1983      | с  | Весёлая компания        | Cheers                          | Хизер Лэндон                         |
| 1983—1984 | с  | Команда «А»             | The A-Team                      | Рина / Лесли Бектолл / сестра Тереза |
| 1984—1985 | с  | Отель                   | Hotel                           | Энн Кроули / Джилл Стентон           |
| 1991      | тф | Бегство от смерти       | Stranger at My Door             | Шерон Дэнси                          |
| 1993      | тф | Преднамеренное убийство | Appointment For Killing         | Джойс                                |
| 1995      | тф | Ночные пришельцы        | Visitors of the Night           | Джудит Инглиш                        |
| 1998      | тф | Я ждала тебя            | I’ve Been Waiting For You       | Розмари Золтанн                      |
| 1998      | ф  | Все без ума от Мэри     | There’s Something About Mary    | Шейла                                |
| 2002—2006 | с  | Клиника                 | Scrubs                          | Лили Рид                             |
| 2006      | с  | Говорящая с призраками  | Ghost Whisperer                 | Дайана Ласситер                      |
| 2008      | с  | Студия 30               | 30 Rock                         | в роли самой себя                    |
| 2010—2013 | мс | Трансформеры: Прайм     | Transformers: Prime             | Джун Дарби                           |
| 2013      | с  | Вернуться в игру        | Back in the Game                | Дотти                                |
| 2014—2017 | с  | Полиция Чикаго          | Chicago P.D.                    | Барбара «Банни» Флетчер              |
| 2018      | с  | Диета из Санта-Клариты  | Santa Clarita Diet              | Беки                                 |
| 2018—2019 | с  | Детки в порядке         | The Kids Are Alright            | Хелен Портолло                       |